# Radio Invicta
Radio Invicta was een Engelse radiozender uit de jaren 1960. Het station zond uit vanaf een voormalig legerfort op Red Sands in de Theemsmonding (voor de Engelse kust) op de golflengte 306 meter (985 kHz). Het vermogen van de zender was 1 kW. Medio juli 1964 begonnen geregelde uitzendingen in het Engels. Op 16 december 1964 kwamen eigenaar Tom Pepper (schuilnaam van Harry Featherbee), diskjockey Simon Ashley, en technicus Martin Shaw bij Red Sands om toen hun bevoorradingsscheepje kapseisde. In februari 1965 was het avontuur van Radio Invicta voorbij en ging het station uit de lucht.
Het station beleefde kort daarna een doorstart als KING Radio.